# Compagnon rouge
Silene dioica
Espèce
Classification phylogénétique
Le Compagnon rouge ou Silène dioïque (Silene dioica)  est une plante herbacée vivace (hémicryptophyte) de la famille des Caryophyllacées, tout comme les œillets.

## Synonymes
- Melandrium dioicum (L.) Cross. et Germ.
- Melandrium rubrum (Weigel) Garcke
- Melandrium silvestre (Schkuhr) Röhl.

## Description

### Appareil végétatif
Hémicryptophyte vivace (la plante pouvant être encore en pleine fleur en hiver), le compagnon rouge est une plante assez haute (de 20 jusqu'à 90 cm de hauteur) à racine pivotante forte (assez riche en saponines qui ont été jadis utilisées pour confectionner savon ou lessive), à souche ligneuse bien développée. Les feuilles basilaires inférieures vert sombre, en forme de spatule, longues de 6 à 10 cm, sont assez longuement pétiolées. Les feuilles caulinaires opposées, ovales aiguës, de 4 cm de large et 8 cm de long, ont un pétiole très court en haut. Les feuilles supérieures deviennent plus petites et sont sessiles. Les tiges redressées, ramifiées, sont parfois arquées au sommet. Les parties aériennes sont densément couvertes de poils non glanduleux.

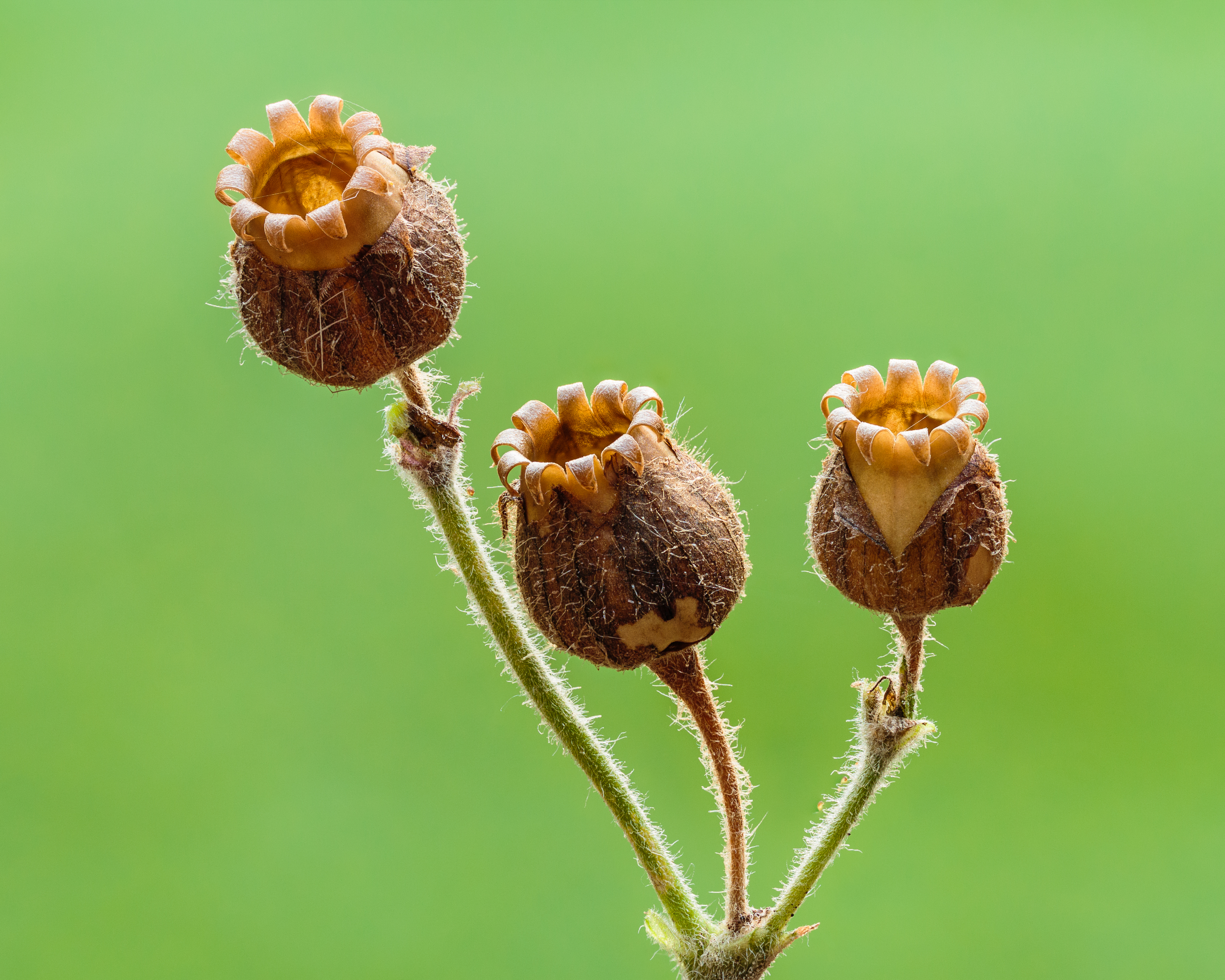
Gousses de graines d'un Silene dioica.

### Appareil reproducteur
Plante dioïque, ses grandes fleurs rouges à roses (teinte plus claire par hybridation avec le Compagnon blanc, rares mutations blanches) sont disposées en inflorescence de type cyme bipare au sommet de la tige, la floraison ayant lieu de mai à octobre. Le calice gamosépale est pourvu de dents lancéolées aiguës, oblong, cylindrique avec 10 nervures longitudinales, renflé ovoïde car contenant l'ovaire) avec 20 nervures pour les fleurs femelles. Les sépales connés ont un onglet développé et une ligule. La corolle dialypétale est composé de pétales au limbe bifide ou lacinié, muni chacun de deux petites expansions ligulaires à la jonction du limbe et de l'onglet, formant une coronule à la sortie du tube de la corolle. 10 étamines protandres forment l'androcée obdiplosténome. La pollinisation est de type entomogame, les fleurs non odorantes s'épanouissant dans la journée (à l'inverse du compagnon blanc) en sécrétant du nectar qui attire papillons, bourdons. Un caractère distinctif au sein du genre Silene est la présence de cinq styles surmontant l'ovaire tricarpellé (caractère partagé avec Silene latifolia, le compagnon blanc) plutôt que trois. Le fruit est une capsule globuleuse de diamètre inférieur à 15 mm, s'ouvrant par 10 dents enroulées à maturité. La dissémination des graines est anémochore.

## Habitat
Cette espèce eurasiatique pousse dans les bois frais et humides, les haies (où elle est associée au Cerfeuil penché et à l'égopode podagraire), les coupes et les lisières forestières sur des sols frais, les ourlets eutrophiques rivulaires. Elle est commune en France.

## Usage
Comme plusieurs Silènes (Silène enflé, acaule, Compagnon blanc), les jeunes pousses feuillées (sans leur tige amère) ont un léger goût sucré rappelant le petit pois lorsqu'elles sont mangées crues, en addition des salades, mais sont le plus souvent consommées cuites, révélant alors leur goût d'épinard.
Selon une croyance populaire, cette plante était jadis utilisée pour traiter les morsures de serpent.

## Galerie

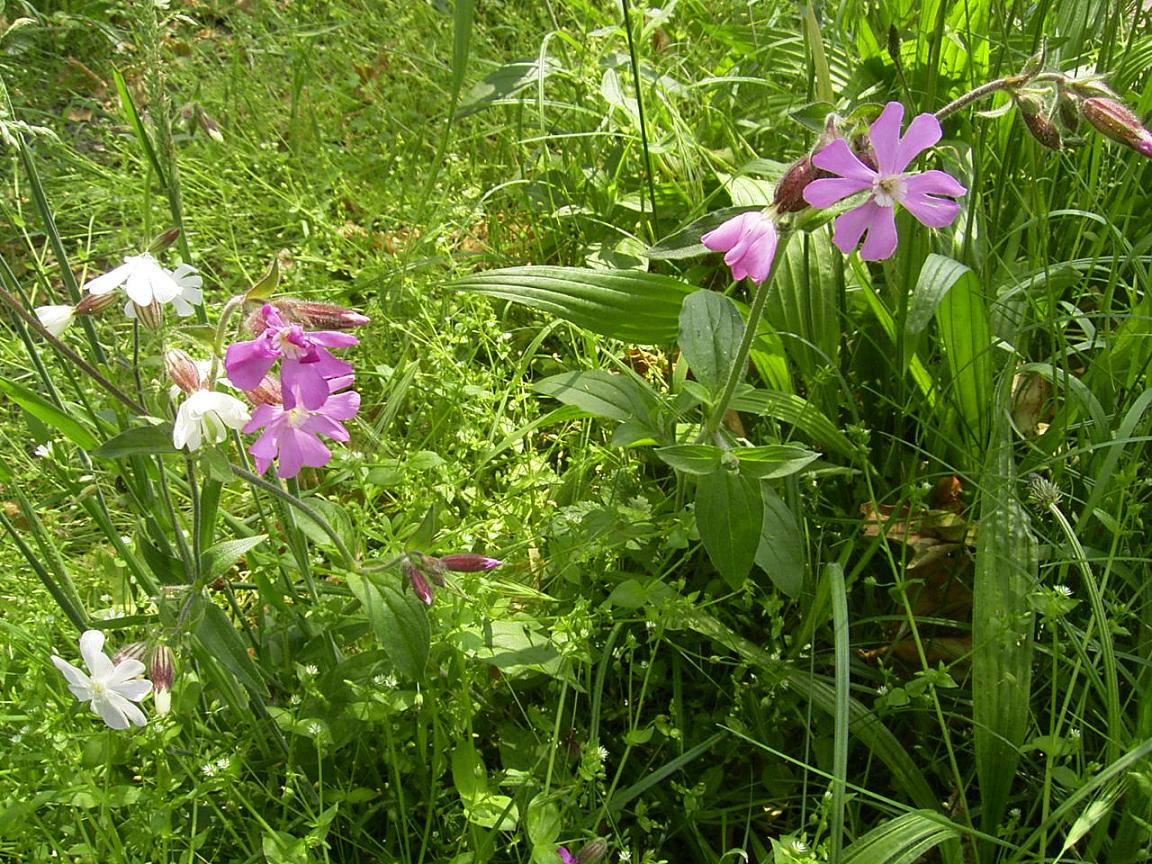
Habitus
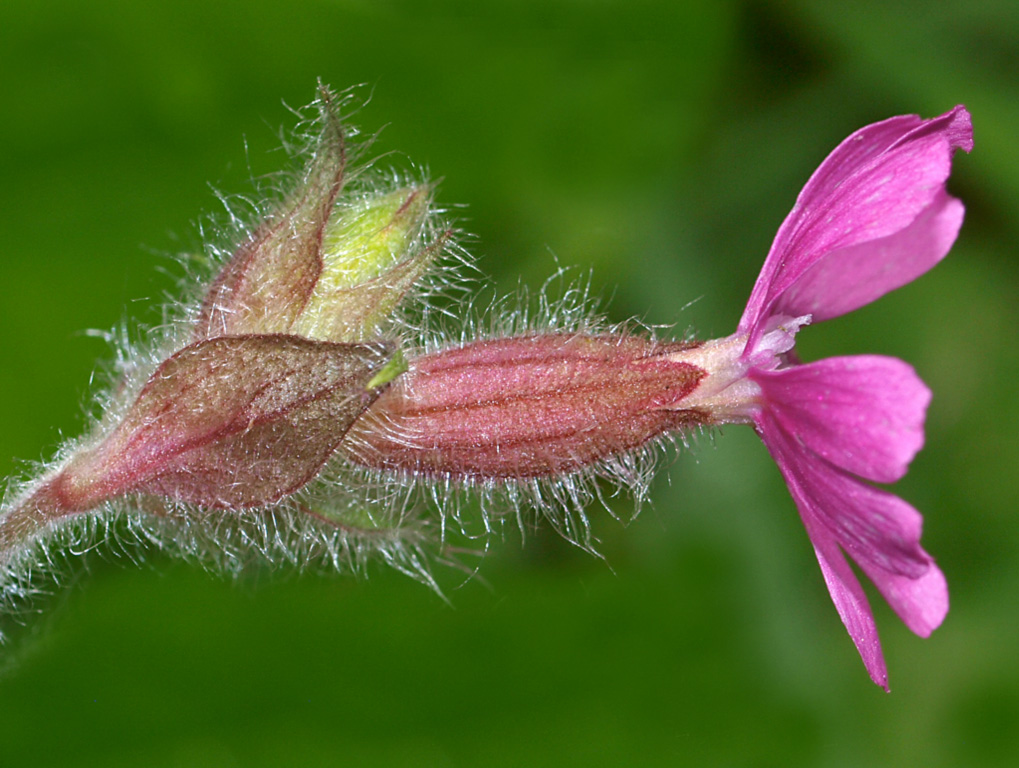
Calice de fleur mâle
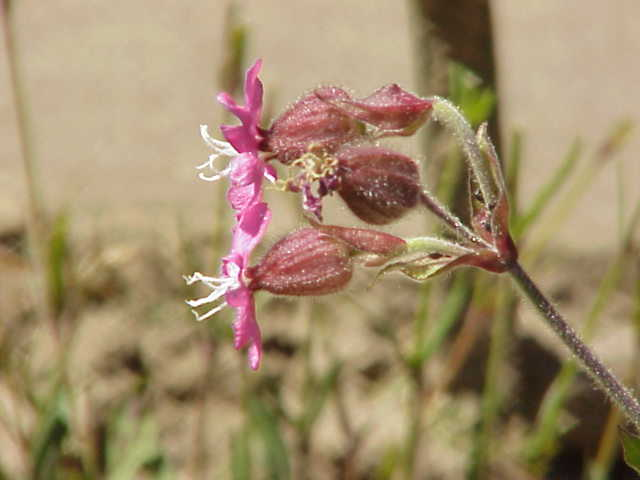
Calice de fleur femelle
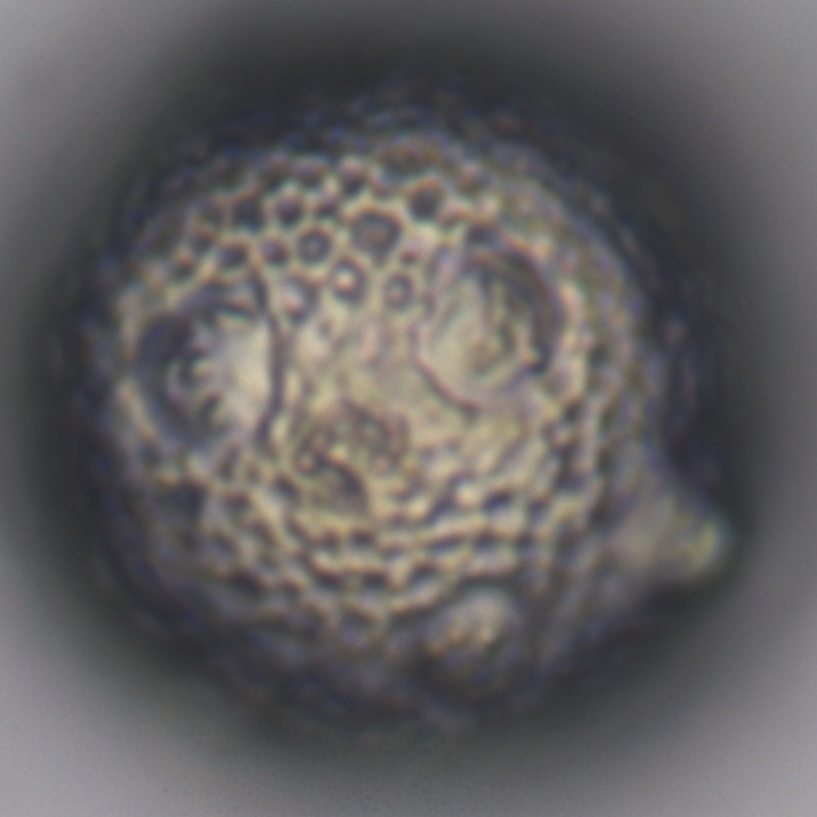
Grain de pollen (400 X)
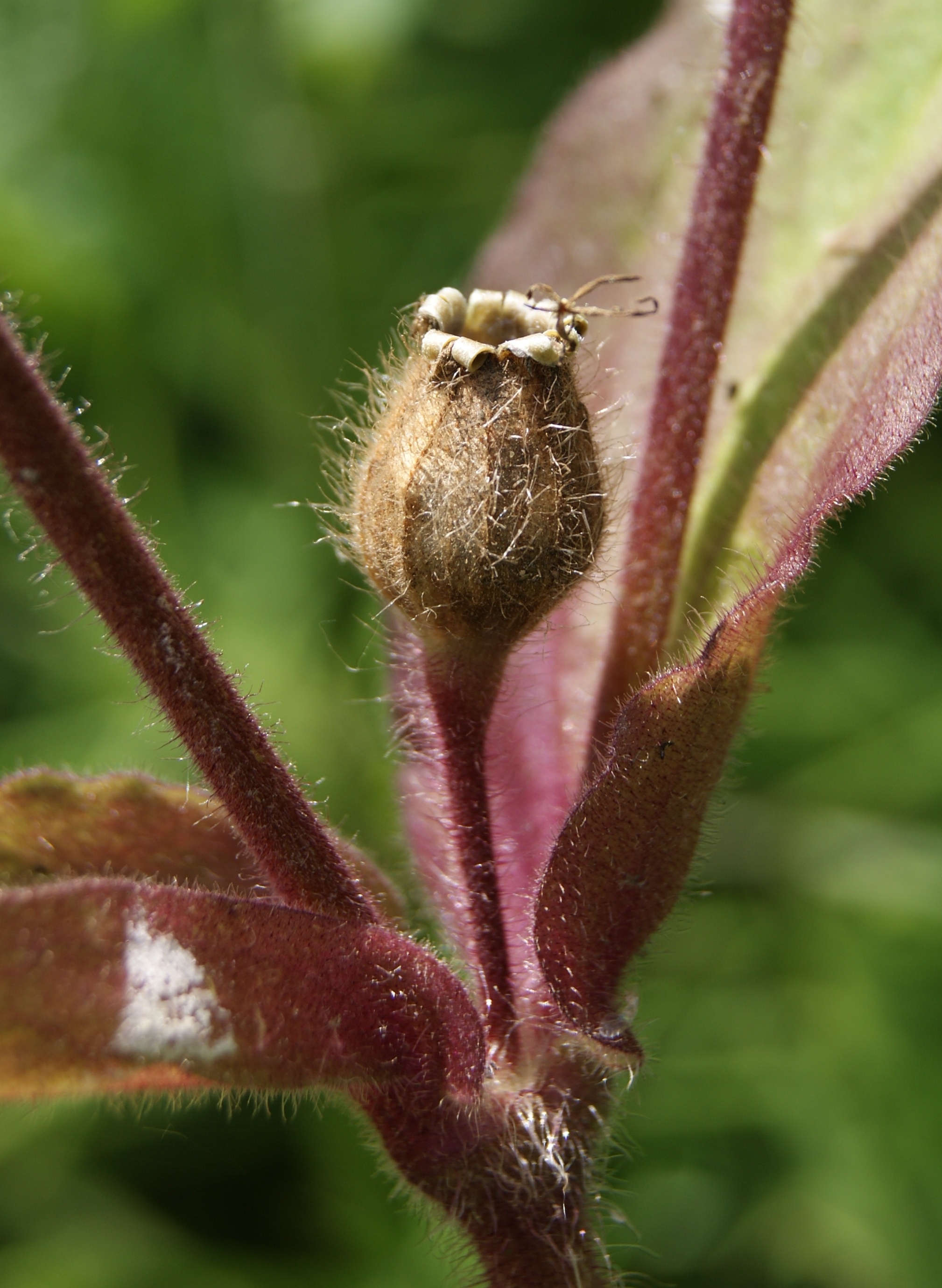
Capsule